# ژان-پییر فیلیو
ژان-پییر فیلیو، (زاده ۱۹۶۱ در پاریس) مورخ، عرب‌شناس و متخصص اسلام معاصر است. استاد دانشگاه مرکز مطالعات سیاسی پاریس در دانشکده امور بین‌الملل است او همچنین به عنوان استاد مهمان در دانشگاه‌های کلمبیا و جورج تاون حضور دارد و همچنین مشاور چندین وزیر فرانسه بوده‌است.

## زندگینامه

### حرفه ای
فیلیو در سال ۱۹۸۱ از سیانس‌پو فارغ التحصیل شد و در سال ۱۹۸۵ از پایان‌نامه دکتری خود با موضوع «می ۶۸ در رادیو و تلویزیون» زیر نظر ژان-نوئل ژانونه دفاع کرد. این پایان‌نامه بعدتر با حمایت مرکز ملی صدا و تصویر فرانسه در قالب یک کتاب منتشر شد.

## کتاب شناسی
- میتران و فلسطین، انتشارات فایار، ۲۰۰۵
- مرزهای جهادانتشارات فایار، ۲۰۰۶
- می ۶۸ در صدا و سیما، دنیایی جدید ۲۰۰۸
- جیمی هندریکس، چپ یگانه، هزار و یک شب ۲۰۰۸
- وحی در اسلام، انتشارات فایار، ۲۰۰۸
- زندگی نوین القاعده انتشارات فایار، ۲۰۰۹
- کامرون، تحول فلامنکو، هزار و یک شب ۲۰۱۰
- بهترین از دشمنان - تاریخ روابط بین ایالات متحده و خاورمیانه